# Cloratita
La cloratita és un explosiu clorat format per clorat de potassi, sofre i sucre en composició 80/10/10 i que, igual que l'ANFO, necessita com a detonant algun tipus de dinamita. A causa de la facilitat de la seva producció ha estat utilitzat pels grups terroristes en múltiples ocasions. Altres fonts la descriuen com un explosiu de potassa, clorur d'amoni i nitrat d'amoni que es produeix a la planta d'Ercros de Flix des del 1923.